# Клавус, Клаудиус
Клаудиус Клавус (англ. Claudius Clavus, дат. Claudius Claussøn Swart, лат. Nicholas Niger; 14 сентября 1388 — неизв.) — датский географ и картограф. Первый известный картограф Скандинавии.

## Биография
Считается, что он родился в селе Саллинг на датском острове Фюн. В цистерцианском монастыре в Сорё близ тогдашней датской столицы Роскилле изучал «Декады» Тита Ливия. В 1412/1413 году в возрасте 25 лет начал путешествовать по Европе, вероятно, занимаясь самообразованием. 
Около 1420 года  посетил Гренландию, на юге которой сохранялось ещё к тому времени поселение скандинавских колонистов, сообщив в Европе о разорении последнего в результате пиратского набега в 1418 году. Также встретив на острове местных жителей-эскимосов, первым в европейской картографии назвал географические объекты Гренландии, используя тексты их народных песен.
В 1423/1424 году объявился в Риме, где познакомился с образованным кардиналом Джордано Орсини и папским секретарём Джан Франческо Поджо Браччолини, работавшими над обновлением старой римской картографии. Во время пребывания в Италии с 1424 по 1427 год, по инициативе французского кардинала Гийома Филастра (ум. 1428), отредактировал «Географию» Клавдия Птолемея. 
В 1427 году создал 27 карт для Птолемеевской «Географии». Сохранились лишь две карты Северных стран, на которые впервые была нанесена Гренландия. На очертаниях суши им впервые были нанесены на рамке градусы широты и долготы, что во многом заложило основы научной картографии. Копия первой карты Клавуса была обнаружена в 1835 году в средневековой рукописи (MS 441) из муниципальной библиотеки Нанси, принадлежавшей Филастру, где она переплетена была вместе с «Географией» Клавдия Птолемея. Хотя уже во второй половине XV века карта Клавуса существенно была переработана немецким картографом Николаусом Германусом, её неоднократно использовали позже для составления новых карт, копировали, переделывая по ней римскую карту Птолемея.